# Marcgravia fosbergiana
Marcgravia fosbergiana är en tvåhjärtbladig växtart som beskrevs av Joseph Andorfer Ewan. Marcgravia fosbergiana ingår i släktet Marcgravia och familjen Marcgraviaceae. Inga underarter finns listade i Catalogue of Life.